# كارلوس هنريكي باتيستا دي مورايس
كارلوس هنريكي باتيستا دي مورايس المعروف بـكارلوس هنريكي (22 ديسمبر 1993 بريبيراو بريتو في البرازيل - ) هو لاعب كرة قدم برازيلي يلعب في مركز الدفاع يلعب في نادي النهضة.

## مسيرة اللاعب
لعب مع نادي بوتافوغو اس بي ونادي ساو كايتانو ونادي نجران ونادي الحزم ونادي الشعلة ونادي النهضة.

## روابط خارجية
- كارلوس هنريكي باتيستا دي مورايس على موقع قاعدة بيانات كرة القدم.إي يو (الإنجليزية)